# HD72037
HD72037 — хімічно пекулярна зоря спектрального класу
A1 й має  видиму зоряну величину в смузі V приблизно  5,5.
Вона  розташована на відстані близько 158,1 світлових років від Сонця.

## Фізичні характеристики
Зоря HD72037 обертається 
порівняно повільно 
навколо своєї осі. Проєкція її екваторіальної швидкості на промінь зору становить  Vsin(i)= 26км/сек.